# Wojciech Stanisław Chrościński

Junosza – herb Chrościńskiego po nobilitacji

Wojciech Stanisław Chrościński znany też jako Chróściński, Stanislaus Adalbertus Chruściński (ur. ok. 1665 w Warszawie, zm. po 1722) – polski poeta, tłumacz i żołnierz.

## Życiorys
Od wczesnej młodości był dworzaninem Andrzeja Modrzewskiego i Michała Radziejowskiego. Brał udział w wyprawie wiedeńskiej, stworzył poemat Trąba wiekopomnej sławy i pamięci... Jana III (1684). Od kwietnia 1685 do 1697 był sekretarzem króla i kierownikiem kancelarii królewskiej. Za zasługi literackie i wojskowe 25 maja 1685 został nobilitowany pod herbem Junosza. Przez krótki czas, w 1866, był zwierzchnikiem puszkarzy w Tczewie. 
Tłumacz Heroid Owidiusza (Rozmowy listowne, 1695) oraz Farsalii Lukana (1690), do której dodał Pharsaliej... kontinuacja (1693). Otrzymał od Sobieskiego laur epicki. Po jego śmierci zachęcał do wyboru jego syna Jakuba, wydając Lament strapionej ojczyzny (1696). Autorstwo tego pamfletu politycznego Andrzej Edward Koźmian mylnie przypisał Wespazjanowi Kochowskiemu. Po elekcji Augusta II Mocnego Chrościński opuścił Warszawę, jakiś czas mieszkał w Blanowicach pod Częstochową, potem w Błesznie (powiat lelowski). Do końca życia pozostając zwolennikiem rodu Sobieskich - wyrażał to także w swej twórczości literackiej.
Za czasów saskich zwrócił się ku tematyce religijnej. Najciekawszym dziełem z tego okresu jest Job cierpiący... (1705), który przyrównuje losy biblijnego proroka do losów Rzeczypospolitej. W 1717 wydał dzieje rodu Sobieskich – Clypeus serenissimi Joannis III regis Polonorum. Ceniony i naśladowany przez współczesnych, obecnie niemal zapomniany.
Był dwukrotnie żonaty – od ok. 1689 z Agnieszką z Woodów (zmarłą w 1709), od 1711 z Apolonią Otwinowską.

## Twórczość
- Trąba wiekopomnej sławy i pamięci... Jana III, Warszawa 1684, drukarnia K. F. Schreiber; tekst łaciński pt. Tuba vocalis famae ac aeviternae memoriae... Joannis III, Warszawa 1684, drukarnia K. F. Schreiber (poemat panegiryczny w 119 oktawach, błędnie przypisywany biskupowi M. Radziejowskiemu)
- Pharsaliej... kontinuacja, Oliwa 1693, drukarnia Klasztoru Oliwskiego, (kompilacja z szeregu autorów rzymskich, mająca stanowić kontynuację Pharsalii M. A. Lucanusa)
- Lament strapionej ojczyzny, powst. w końcu 1696 - po śmierci Jana III, wydany: A. E. Koźmian w książce Wyciągi Piotrowickie, czyli niektóre wyjątki z Księgozbioru Piotrowickiego, Wrocław 1842, s. 65-81, (pamflet polityczny w 43 pieśniach sławiący kandydaturę królewicza Jakuba Sobieskiego przeciw Condému)
- Projekt na mody francuskie, powst. w końcu 1696 - po śmierci Jana III, wydany: A. E. Koźmian w książce Wyciągi Piotrowickie, czyli niektóre wyjątki z Księgozbioru Piotrowickiego, Wrocław 1842, s. 82-86, (wiersz satyryczny)
- Threny żałobne po śmierci niegdy godnej pamięci napisane... Agnieszce Chroscinskiej... od osierociałego jej małżonka, Częstochowa 1709, Drukarnia Jasnej Góry
- Krótki zbiór duchownych zabaw, Częstochowa 1710, Drukarnia Jasnej Góry, wznow. Częstochowa 1711, (zawiera: modlitwy, psalmy, pieśni maryjne, Żywot św. Aleksego oraz Żywot i męczeństwo św. Eustachiusza), fragm. przedrukował T. Jodełka Polska poezja maryjna. Antologia, Niepokalanów 1949
- Clypeus serenissimi Joannis III regis Polonorum, Brzeg 1717, drukarnia G. Trampius
- Józef do Egiptu od braci przedany, Kraków 1745, (poemat w 13 pieśniach, wyd. bezimiennie, autograf Biblioteki Ossolińskich, sygn. 5319/I)

## Przekłady
- Owidiusz Rozmowy listowne, powstał ok. 1689, wydany 1695, wznowiony 1733, (przekł. Heroides - wciągnięty na indeks kościelny)
- M. A. Lucanus Pharsalia... abo raczej wojna domowa między Pompejuszem a Cezarem, Oliwa 1690, drukarnia Klasztoru Oliwskiego (J. J. Textor)
- Job cierpiący, z dobr i fortun wyzuty. Z łacińskiego na polskie, według kommentu S. Grzegorza... wierszem przełożony, Warszawa 1705, drukarnia Scholarum Piarum, (wznowienie pt. Joba cierpiącego historia... z przydatkiem... Trenów Jeremiasza, Wilno 1759)
- Florianus a Sancto Hierpnymo (= F. Garwaski lub F. Kreyda) Laur poetyczny, czyli pieśni na pochwałę N. M. Panny, Warszawa 1706, tekst polski i łaciński, (Estr. XX, 260)

## Listy
- do Urszuli Modrzewskiej, Przeworsk, 29 października 1683, wyd. F. Friedman "Nieznana relacja o batalii wiedeńskiej 1683 roku", Przegląd Historyczno-Wojskowy, 1934, t. 7, z. 1, s. 133
- do A. Żydowskiego, Wrzosowa pod Jasną Górą, 16 września 1714, wyd. A. Wybranowski "Z domowego archiwum (Korespondencja pana chorążego)", Przew. Nauk. i Lit., 1891, s. 63, (przedruk w książce Dawne dzieje, Kraków 1893, s. 82-83)

## Utwory o autorstwie niepewnym
- Pożegnanie córki Teresy Kunegundy, elektorowi bawarskiemu poślubionej, powst. 1694, wyd. w "Rozmowy listowne", 1695, (Wiersz. Inc.: Idźże, gdzie niesie fortuna cię twoja)
- Józef Bogu wielce ulubiony, na trzynaście pieśni wierszem polskim rozdzielony i na widok światu podany... spisany 23 marca 1718, rękopis Biblioteki Narodowej, nr akc. 6909, (autorstwo przypuszczalne według W. Semkowicza Przewodnik po zbiorze rękopisów wilanowskich, Warszawa 1961, s. 68, przyp. 42)
- Aman do Asswerusa... nad wszystkie inne książęta wywyższony, Kraków 1745, (poemat w 9 pieśniach oktawami, wyd. bezimiennie, przypisywany również S. H. Lubomirskiemu ponieważ ukazał się w zbiorze jego wierszy pt. Wiersze zebrane, Warszawa 1782)
- Poezje postu świętego, (zawiera wpisany ręką Chrościńskiego tekst wiersza pt. "Sonet na całą Mękę Pańską"), dołączone do rękopisu poematu Józef do Egiptu od braci przedany, (fragmenty ogł. W. Gomulicki "Poezje postu świętego", Kurier Warszawski, 1907, nr 88), rękopis Biblioteki Ossolińskich, sygn. 5319/I

## Literatura dodatkowa
- Tadeusz Mikulski: Chrościński Wojciech Stanisław. W: Polski Słownik Biograficzny. T. 3: Brożek Jan – Chwalczewski Franciszek. Kraków: Polska Akademia Umiejętności – Skład Główny w Księgarniach Gebethnera i Wolffa, 1937, s. 453–454. Reprint: Zakład Narodowy im. Ossolińskich, Kraków 1989, ISBN 83-04-03291-0